# دوروثي لامور
دوروثي لامور ممثلة أمريكية (بالإنجليزية: Dorothy Lamour) (ولدت في 10 ديسمبر 1914، وتوفيت في 22 سبتمبر 1996).
عرفت بأدوراها العاطفية في أفلام المغامرات الهزلية. حققت نجاحات في سلسلة أفلام كوميدية، وكونت ثنائيا مع الممثل بوب هوب، ومع الممثل بنج كروسبي.

## روابط خارجية
- دوروثي لامور على موقع IMDb (الإنجليزية)
- دوروثي لامور على موقع الموسوعة البريطانية (الإنجليزية)
- دوروثي لامور على موقع ألو سيني (الفرنسية)
- دوروثي لامور على موقع ميوزك برينز (الإنجليزية)
- دوروثي لامور على موقع تيرنر كلاسيك موفيز (الإنجليزية)
- دوروثي لامور على موقع أول موفي (الإنجليزية)
- دوروثي لامور على موقع قاعدة بيانات برودواي على الإنترنت (الإنجليزية)
- دوروثي لامور على موقع قاعدة بيانات الأفلام السويدية (السويدية)
- دوروثي لامور على موقع إن إن دي بي (الإنجليزية)
- دوروثي لامور على موقع ديسكوغز (الإنجليزية)